# لويس ماركيز مينديز
لويس ماركيز مينديز (بالبرتغالية: Luís Marques Mendes‏) هو محامي وسياسي برتغالي، ولد في 5 سبتمبر 1957 في غيمارايش في البرتغال. نشط حزبياً في الحزب الديمقراطي الاجتماعي (البرتغال). وقد انتخب عضو مجلس الجمهورية ‏.